# Podocrella peltata
Podocrella peltata är en svampart som först beskrevs av Elsie Maud Wakefield, och fick sitt nu gällande namn av Chaverri & K.T. Hodge 2005. Podocrella peltata ingår i släktet Podocrella och familjen Clavicipitaceae.   Inga underarter finns listade i Catalogue of Life.